# Pieni Mäntysaari (ö i Södra Karelen, Villmanstrand, lat 61,27, long 28,33)
Pieni Mäntysaari är en ö i Finland. Den ligger i sjön Saimen och i kommunen Taipalsaari i den ekonomiska regionen  Villmanstrands ekonomiska region  och landskapet Södra Karelen, i den södra delen av landet, 220 km nordost om huvudstaden Helsingfors. Öns area är 7,6 hektar och dess största längd är 440 meter i nord-sydlig riktning.